# Fouad Twal
Fouad Twal (arabiska فؤاد طوال), född 23 oktober 1940 i Madaba, Jordanien, är en romersk-katolsk ärkebiskop, diplomat och kanonist av palestinskt ursprung. Sedan 2008 är han latinsk patriark av Jerusalem.
Efter studier vid seminariet i Beit-Jala från 1959 i då Jordanien, prästvigdes Twal den 29 juni 1966, och var därefter församlingspräst i Ramallah, Irbid och Mahatta.
1972 började Twal studera kanonisk rätt vid Påvliga Lateranuniversitetet, inskrevs två år senare vid Pontificia Ecclesiastica Academia, och doktorerade 1975 i kanonisk rätt. 1977-1992 var han apostolisk nuntie i Honduras, Tyskland och Peru, samt i Vatikanens statssekretariat.
Han biskopvigdes den 22 juli 1992 sedan han av Johannes Paulus II utsetts till prelat av Tunis. 1995 fick han titeln ärkebiskop, ad personam. Han blev tio år senare placerad som koadjutor ärkebiskop i Jerusalem, där han den 22 juni 2008 installerades som patriark, vid Heliga Gravens kyrka, sedan han utsetts till befattningen av påve Benedictus XVI. Han efterträdde Michel Sabbah som därmed gick i pension.
Twal räknar sin apostoliska succession efter sin företrädare som patriark, Michel Sabbah, som i sin tur räknar den från Johannes Paulus II.